# Điền kinh trong sân vận động
Điền kinh trong sân vận động hay track and field là một môn thể thao bao gồm các cuộc thi có tính chất đua tranh dựa trên các kĩ năng chạy, nhảy, và ném. Tên của môn trong tiếng Anh bắt nguồn từ địa điểm thi đấu bao gồm một sân vận động có đường chạy hình oval bao bọc lấy một sân cỏ (nơi diễn ra các cuộc thi ném và nhảy). Track and field là một bộ phận của môn điền kinh cùng với các bộ phận khác như chạy đường trường, chạy băng đồng và đi bộ.
Trong các nội dung chạy đua như chạy nước rút, chạy trung bình, chạy dài, đi bộ và chạy vượt rào thì vận động viên chiến thắng là người có thời gian về đích nhanh nhất. Còn trong các nội dung nhảy và ném thì mục tiêu là càng xa hoặc càng cao càng tốt. Các nội dung nhảy cơ bản gồm nhảy xa, nhảy xa ba bước, nhảy cao và nhảy sào, còn các nội dung ném cơ bản gồm ném tạ, ném lao, ném đĩa và ném búa. Ngoài ra còn có các nội dung tổng hợp như năm môn phối hợp, bảy môn phối hợp và mười môn phối hợp. Trong các môn này các vận động viên thi đấu ở nhiều môn điền kinh khác nhau. Hầu hết các nội dung track and field là các môn thể thao cá nhân với chỉ một người chiến thắng duy nhất; ngoài ra còn có nội dung đồng đội như đua tiếp sức gồm bốn người một đội. Các nội dung được phân chia theo giới tính, mặc dù vậy các sự kiện của nam và nữ thường diễn ra đồng thời và cùng một địa điểm thi đấu.
Ngày nay, hai giải track and field lớn nhất thế giới là các cuộc thi đấu điền kinh Thế vận hội và Giải vô địch điền kinh thế giới. Liên đoàn điền kinh quốc tế là cơ quan quản lý quốc tế cao nhất.
Các kỷ lục của các vận động viên từ cấp độ thế giới cho đến quốc gia được các cơ quan thống kê lưu trữ. Tuy nhiên nếu họ vi phạm quy định của cuộc thi thì thành tích của họ sẽ bị hủy bỏ.

## Các nội dung
Các nội dung điền kinh trong sân vận động được phân thành ba loại chính: các môn trên đường chạy, các môn trong sân, và các môn phối hợp. Đa phần các vận động viên lựa chọn tập trung vào một nội dung (hoặc loại nội dung) thế mạnh để đạt được thành tích tốt nhất, mặc dù trong các môn phối hợp thì càng giỏi nhiều môn càng tốt. Các nội dung trên đường chạy bao gồm chạy theo nhiều cự ly khác nhau trên một đường chạy bằng phẳng hoặc có thể có thêm rào và chướng ngại vật. Ngoài ra còn có các cuộc chạy tiếp sức với sự tham gia của nhiều đội vận động viên, trong đó một vận động viên sẽ đưa gậy cho đồng đội khi kết thúc lượt chạy của mình.
Có hai loại nội dung trong sân: nhảy và ném. Trong nội dung nhảy, các vận động viên được chấm điểm dựa trên độ xa và độ cao của cú nhảy. Thành tích trong các nội dung nhảy xa được tính từ một vạch mốc, và nếu bất kỳ vận động viên nào chạm chân quá vạch mốc này đều bị tính là phạm quy. Trong các nội dung nhảy cao, một vận động viên phải đưa thân mình vượt qua hoàn toàn xà ngang mà không làm rơi xà. Đa phần cách nội dung nhảy không kèm dụng cụ trợ giúp trừ nhảy sào.
Trong các nội dung ném vận động viên sẽ ném một vật đi xa (ví dụ như tạ, lao hoặc đĩa) từ một điểm mốc và thành tích được tính theo tầm xa của cú ném. Các nội dung phối hợp gồm cùng một nhóm vận động viên tranh tài ở nhiều nội dung track and field khác nhau. Điểm được chấm theo thành tích ở mỗi nội dung và vận động viên có tổng điểm cao nhất sau khi kết thúc tất cả các phần thi là người giành phần thắng.
| Trên đường chạy        | Trên đường chạy     | Trên đường chạy | Trên đường chạy                                                    | Trên đường chạy                   | Trong sân                                 | Trong sân                      | Nội dung phối hợp                                   |
| Nước rút               | Trung bình          | Dài             | Vượt rào                                                           | Tiếp sức                          | Nhảy                                      | Ném                            | Nội dung phối hợp                                   |
| ---------------------- | ------------------- | --------------- | ------------------------------------------------------------------ | --------------------------------- | ----------------------------------------- | ------------------------------ | --------------------------------------------------- |
| 60 m 100 m 200 m 400 m | 800 m 1500 m 3000 m | 5000 m 10.000 m | 60 m rào 100 m rào 110 m rào 400 m rào 3000 m vượt chướng ngại vật | 4×100 m tiếp sức 4×400 m tiếp sức | Nhảy xa Nhảy xa ba bước Nhảy cao Nhảy sào | Ném tạ Ném đĩa Ném búa Ném lao | Năm môn phối hợp Bảy môn phối hợp Mười môn phối hợp |

- Ghi chú: in nghiêng là nội dung chỉ thi đấu tại giải vô địch trong nhà thế giới